# Marián Viskupič
Marián Viskupič (* 18. října 1977 Bratislava) je slovenský politik, od roku 2019 poslanec Národní rady SR.

## Život
V letech 1984 až 1992 studoval na základní škole v Šúrovcích, poté studoval v letech 1992 až 1996 na gymnáziu v Seredi. Po maturitě začal v roce 1996 studovat obor Učiteľstvo všeobecne vzdelávacích predmetov so špecializáciou matematika – biológia na Přírodovědecké fakultě Univerzity Komenského v Bratislavě. Úspěšně jej absolvoval v roce 2001, načež v roce 2004 získal titul doktora přírodních věd na Katedře antropologie poté, co úspěšně obhájil svou rigorózní práci. Poté studoval obor ekonomika a management podniku na Fakultě podnikového managementu Ekonomické univerzity v Bratislavě, přičemž během studia zároveň vyučoval na základní škole a posléze na obchodní akademii (nejprve v Šúrovcích a posléze v Bratislavě).  
V letech 2002 až 2010 byl Viskupič manažerem ve společnosti Summit Motors Slovakia. V letech 2010 až 2012 byl generálním ředitelem Sekce majetku a infrastruktury na slovenském ministerstvu obrany a v letech 2013 až 2017 pracoval jako ředitel popředních služeb v Summit Motors Slovakia. 

### Politické působení
V roce 2009 pomáhal založit stranu Sloboda a Solidarita a po jejím založením se stal jejím krajským předsedou v Trnavském kraji. V parlamentních volbách v roce 2016 kandidoval na funkci poslance Národní rady SR, ale nebyl zvolen. V roce 2017 byl však zvolen poslancem Trnavského kraje za obvod v Trnavě a v tomtéž roce se stal ředitelem Úřadu Bratislavského samosprávného kraje. V roce 2019 se stal z pozice náhradníka poslancem NRSR na uvolněný mandát po Lucii Ďuriš Nicholsonové, která byla zvolena poslankyní Evropského parlamentu. Poté se stal místopředsedou Výboru pro finance a rozpočet. Mandát poslance poté obhájil i v parlamentních volbách v roce 2020 a v roce 2023.